# Cantonul Meyzieu
Cantonul Meyzieu este un canton din arondismentul Lyon, departamentul Rhône, regiunea Rhône-Alpes, Franța.

## Comune
- Colombier-Saugnieu
- Jonage
- Jons
- Meyzieu (reședință)
- Pusignan
- Saint-Bonnet-de-Mure
- Saint-Laurent-de-Mure